# Paul Ricca
Paul "the Waiter" Ricca (ur. w 1897; zm. 11 października 1972) – gangster, jeden z najważniejszych bossów mafii chicagowskiej. Wielokrotny morderca (m.in. w wieku 17 lat zamordował Emilio Parillo). Odsiedział za to zabójstwo we włoskim więzieniu dwa lata. Później zabił świadka tego zabójstwa – Vincenzo Capasso, po czym uciekł do Stanów Zjednoczonych, do Chicago.
Początki jego kariery przestępczej związane są z gangiem Al Capone. To tu – po aresztowaniu w 1931 roku Al Capone – z biegiem czasu awansował na głównego bossa (stanowisko to dzierżył razem z Tonym Accardo – ich duet był rzadkim przykładem w świecie przestępczym). W gangu silną pozycję miał jeszcze Jake "Greasy Thumb" Guzik.
Swoją pozycję Ricca oparł na szeregowych gangsterach (zgromadził szereg psychopatycznych morderców na czele z Samem "Momo" Giancaną).
Doskonale posługiwał się bronią palną, korumpował urzędników na szczeblach administracji stanowej i rządowej. Wielokrotnie aresztowany, zazwyczaj otrzymywał niewielkie wyroki skazujące.
W 1943 roku został skazany na 10 lat (podejrzane interesy w Hollywood), wyszedł na wolność w 1947 roku.
Podczas przesłuchań przed Komisją Kefauvera i później przed Komisją McClellana (w 1958 roku) wielokrotnie korzystał z piątej poprawki (odmawiał składania zeznań).
Jego postawa rozsierdziła władze centralne. Pozbawiono go obywatelstwa amerykańskiego, a w roku 1959 deportowano do Włoch (rząd włoski odmówił jednak jego przyjęcia). Ricca zasypywał rząd amerykański odwołaniami od decyzji o deportacji, pisał podania do kilkudziesięciu państw z prośbą o przyznanie mu statusu azylanta – wszystkie odmowne.
Zmarł w 1972 roku z przyczyn naturalnych, do końca życia zachował wysokie stanowisko w mafii amerykańskiej (razem z Tonym Accardo).
Jego śmierć wywołała szereg przetasowań w strukturze mafii chicagowskiej. Dopóki żył zapewniał parasol bezpieczeństwa swoim podwładnym m.in. Samowi Giancanie i Samowi "Mad" DeStefano (obaj zostali później – odpowiednio – w 1975 i 1973 roku zabici przez wspólników).